# Поинг
Поинг (њем. Poing) општина је у њемачкој савезној држави Баварска. Једно је од 21 општинског средишта округа Еберсберг. Према процјени из 2010. у општини је живјело 13.022 становника. Посједује регионалну шифру (AGS) 9175135.

## Географски и демографски подаци
Поинг се налази у савезној држави Баварска у округу Еберсберг. Општина се налази на надморској висини од 516 метара. Површина општине износи 12,9 km². У самом мјесту је, према процјени из 2010. године, живјело 13.022 становника. Просјечна густина становништва износи 1.008 становника/km².